# Bustillo de Santullán
Bustillo de Santullán ist ein spanischer Ort in der Provinz Palencia der Autonomen Gemeinschaft Kastilien und León. Bustillo de Santullán gehört zu Barruelo de Santullán, es befindet sich südwestlich vom Hauptort der Gemeinde. Bustillo de Santullán ist über die Straße PP-2123 zu erreichen.

## Sehenswürdigkeiten
- Romanische Kirche San Bartolomé, die im 16. Jahrhundert umgebaut wurde.
- Barocke Häuser im Ortskern, teilweise mit steinernen Wappen an den Fassaden

## Persönlichkeiten
- Nicolás Díez Vielba (* 1948 in Bustillo de Santullán), Bildhauer